# Трофео Сес-Салинес 2025
18-й выпуск  Трофео Сес-Салинес — шоссейной однодневной велогонки по дорогам Испании. Гонка прошла 30 января 2025 года в рамках Европейского тура UCI 2025 (категория 1.1) и 34 Вуэльты Майорки. Победу одержал нидерландский велогонщик Марин ван ден Берг.

## Участники
На участие в гонке заявлено участие 25 команд: 8 команд категории UCI WorldTeam, 12 ProTeam и 5 континентальных.
| UCI WorldTeams (8)- Intermarché-Wanty - Red Bull-BORA-hansgrohe - UAE Team Emirates XRG - XDS Astana Team - Movistar Team - Cofidis - Arkéa-B&B Hotels - EF Education-EasyPost UCI ProTeams (12)- Burgos-Burpellet-BH - Euskaltel-Euskadi - Equipo Kern Pharma - Tudor Pro Cycling Team - Caja Rural-Seguros RGA - Lotto - Q36.5 Pro Cycling Team - Team Flanders-Baloise - Team TotalEnergies - Unibet Tietema Rockets - Uno-X Mobility - VF Group-Bardiani CSF-Faizanè UCI Continental Teams (5)- XSpeed United - Anicolor/Tien 21 - Illes Balears Arabay - Petrolike - Project Echelon Racing |
| |

## Маршрут
Трофео Сес-Салинес состоится на следующий день после Трофео Кальвии. В этом году спринтерская гонка изменится только в заключительной части: она станет проще, чем в прошлом выпуске. Однако, учитывая несколько небольших препятствий на дистанции в 184,5 километра, финал в спринте вряд ли будет захватывающим.

## Ход гонки
День начался с отрыва группы из шести гонщиков, которые стремились оторваться от основной группы с первых километров. В их числе были испанцы Эдгар Курто (Illes Balears-Arabay), Синухе Фернандес (Burgos-Burpellet-BH) и Виктор Мартинес (Sabgal-Anicolor), а также британец Джордж Рэдклифф (XSpeed United), новозеландец Итан Крейн (Project Echelon Racing) и американец Колби Лэнг (Project Echelon Racing). Хотя отрыв был хорошо организован, он не смог добиться значительного преимущества. За 56 километров до финиша у беглецов было преимущество в 2 минуты и 17 секунд. Однако увеличение темпа в основной группе, вызванное серией атак и контратак, быстро сократило их отрыв. За 42 километра до финиша отрыв начал распадаться, и Рэдклифф остался лидировать, за ним последовал Синухе Фернандес. Испанец из Burgos-Burpellet-BH смог приблизиться к Рэдклиффу на несколько километров, но его усилия были быстро нейтрализованы сильным темпом основной группы, которую возглавляли команды Tudor, EF Education-EasyPost, Arkéa B&B Hotels, Lotto и XDS-Astana. За 30 километров до финиша Джордж Рэдклифф все еще держался с преимуществом в 30 секунд. Однако его сольная попытка была нейтрализована за 20,7 километра до финиша. С этого момента основной группе удалось усилить контроль над ситуацией, и средняя скорость гонки достигла 45,3 км/ч. На последних километрах несколько гонщиков упали, но без серьезных последствий. Нильс Политт (UAE Team Emirates XRG) попытался удивить атакой за 7,2 километра до финиша, но его инициатива была быстро нейтрализована пелотоном, который двигался в бешеном темпе. На последних двух километрах лидировали One-X Mobility и EF Education-EasyPost, в то время как Intermarché-Wanty пытались вывести вперед своего лидера Биниама Гирмая. На финишной прямой Марин ван ден Берг продемонстрировал безупречный спринт, обогнав Энтони Тургиса и Эрленда Бликру на последних метрах, одержав свою первую победу в сезоне.

## Результаты
| \| Генеральная классификация \| Генеральная классификация \| Генеральная классификация \| Генеральная классификация \| Генеральная классификация \| \| Гонщик \| Гонщик \| Команда \| Время \| \| \| ------------------------- \| ------------------------- \| ------------------------- \| ------------------------- \| ------------------------- \| |        |         |       |
| |        |         |       |
| Источник: ProCyclingStats |        |         |       |
| Генеральная классификация |        |         |       |
| Гонщик | Гонщик | Команда | Время |